# NGC 5401
NGC 5401 é uma galáxia espiral (Sa) localizada na direcção da constelação de Canes Venatici. Possui uma declinação de +36° 14' 17" e uma ascensão recta de 13 horas, 59 minutos e 43,5 segundos.
A galáxia NGC 5401 foi descoberta em 1 de Maio de 1785 por William Herschel.